# Toto
Toto é uma banda de rock dos Estados Unidos formada em 1976 em Los Angeles. Lançaram álbuns aclamados como Toto IV, sendo conhecidos por canções como "I'll Be Over You", "Hold the Line", "Rosanna", "Africa", "Pamela" e "Stranger in Town".
David Paich e Jeff Porcaro tocaram juntos como músicos de estúdio em vários álbuns e decidiram formar uma banda. David Hungate, Steve Lukather, Steve Porcaro e Bobby Kimball foram recrutados para o primeiro álbum. A banda teve um grande sucesso comercial entre as décadas de 1970 e 1980, começando com seu álbum auto-intitulado em 1978. Com o lançamento do aclamado Toto IV (1982), eles se tornaram uma das bandas mais bem sucedidas de sua era.
Por ter sido formada por músicos veteranos de estúdio, uma característica marcante da banda era sua qualidade técnica. Apesar de serem frequentemente associados ao soft rock, a banda ficou conhecida por ter um estilo musical amplo que combina elementos do pop, rock, soul, funk, rock progressivo, hard rock, R&B, blues e jazz, a variedade de seu som permitiu a sua popularização em uma ampla gama de ouvintes. Toto lançou catorze álbuns de estúdio e vendeu mais de quarenta milhões de cópias mundialmente. Ganharam vários Grammy Awards e foram introduzidos no Musicians Hall of Fame and Museum em 2009. Em 2010, a banda fez uma curta turnê europeia, com nova formação, em homenagem a Mike Porcaro, diagnosticado com esclerose lateral amiotrófica (ELA). A banda realizou uma turnê comemorativa de seus quarenta anos de carreira em 2017 e anunciou nova pausa em 2019, para consequentemente anunciar o retorno com nova formação, incluindo o membro fundador Steve Lukather e o vocalista Joseph Williams, que já tinha atuado anteriormente com a banda.

## Biografia

### 1976: Formação

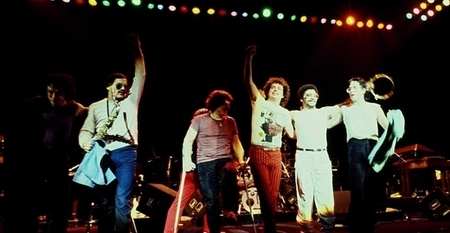
1982 em Londres (Porcaro S, John Smith, Kimball, Lukather, Lenny Castro, Porcaro J)

A banda foi formada em 1976 por seis músicos de estúdio, que anteriormente haviam trabalhado regularmente com Steely Dan, Seals and Crofts, Boz Scaggs, Sonny and Cher, e outros. Filho do famoso músico e arranjador Marty Paich, o tecladista David Paich se popularizou após coescrever o álbum Silk Degrees de Boz Scaggs. Após tocar em diversas sessões com o baterista Jeff Porcaro, os dois começaram a discutir a possibilidade de formar sua própria banda. Reuniram-se com o baixista David Hungate, já conhecido das turnês com Boz Scaggs. Também convidaram o guitarrista Steve Lukather e o tecladista (irmão de Jeff) para incrementar o grupo. Com a adição do cantor Bobby Kimball, o grupo começou a trabalhar em seu primeiro álbum em 1977, após assinar com a Columbia Records.

### 1976-1979: Nome e álbum de estreia
Após completar as canções, a banda entrou em estúdio para gravar o álbum. Segundo um mito popular, Jeff Porcaro escreveu "Toto" em uma das fitas demo para distingui-la de outras no estúdio. Outro rumor associa o nome da banda ao sobrenome real de Bobby Kimball, Toteaux, na realidade uma piada popularizada pelo baixista David Hungate. Mesmo após o término das gravações, eles ainda não tinham um nome. Após ler o nome nas fitas demo, David Hungate explicou ao grupo que o termo "Toto" significava "universal" em latim. Tendo em vista que os integrantes já haviam tocado em diferentes gravações e gêneros musicais, adotaram o nome para si.
Após seu lançamento, Toto entrou rapidamente nas paradas musicais, ganhando popularidade com o compacto "Hold The Line", assim como "I'll Supply the Love" e "Georgy Porgy". Décadas mais tarde, "Hold the Line" foi usada na trilha sonora do jogo eletrônico Grand Theft Auto: San Andreas, tocando na rádio especializada em rock clássico.
A banda ganhou atenção internacional e foi indicada para o Grammy de Melhor Artista Novo. No começo de 1979 a banda partiu para sua primeira turnê estado-unidense. Para os concertos eles levaram mais dois músicos, Tom Kelly (guitarra, vocal de apoio) e Lenny Castro (percussão).

### 1980-1981:HydraeTurn Back

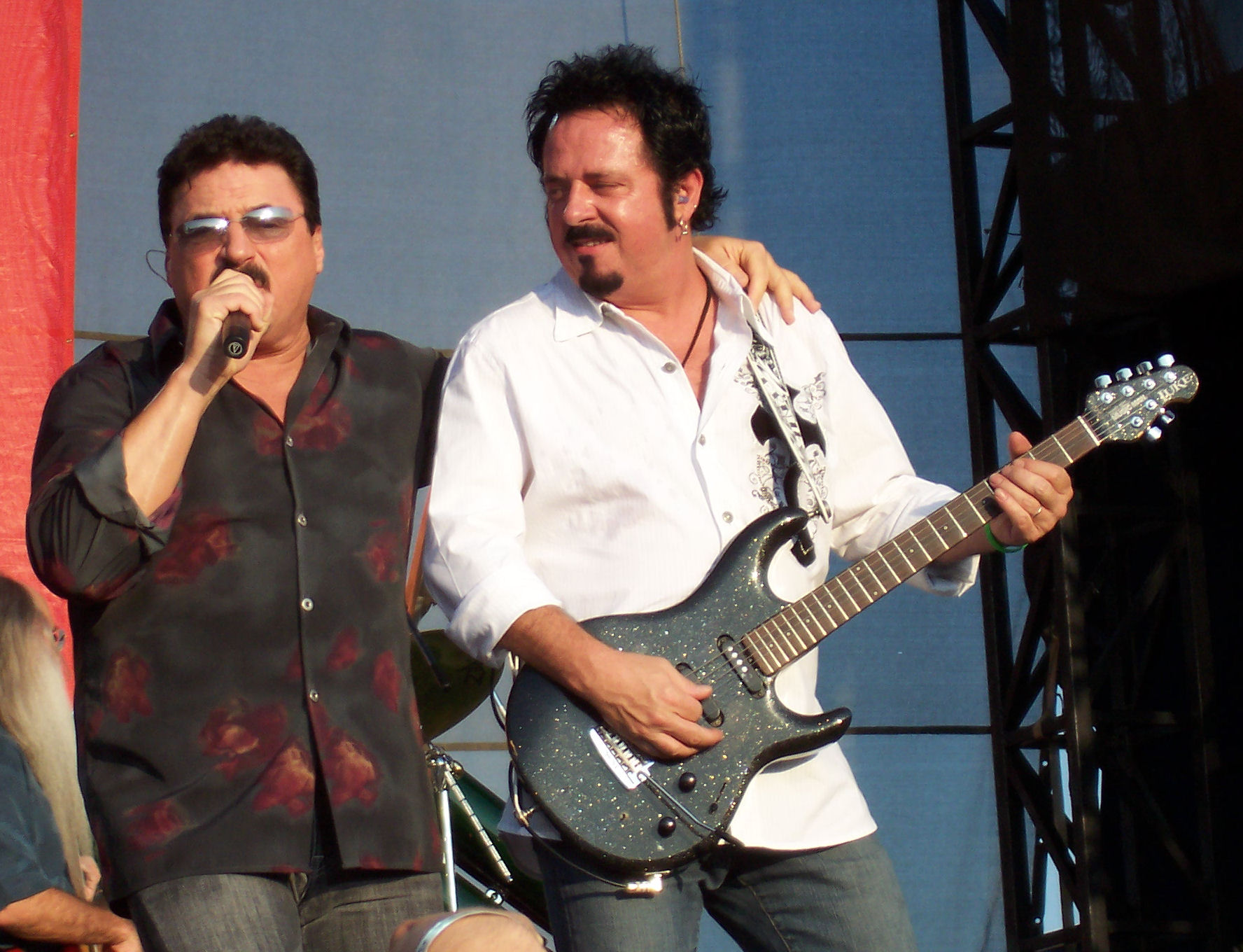
Kimball e Lukather ao vivo em 2007

No fechamento da turnê, o grupo começou a trabalhar no álbum seguinte, Hydra, lançado no mesmo ano. Entre os compactos estava "99", inspirado no filme THX 1138, de George Lucas.  Foram lançados quatro vídeos musicais do álbum, incluindo a canção título, que apesar disso nunca foi lançada como compacto. Apesar de não tão bem sucedido comercialmente quanto o álbum anterior, Hydra chegou ao disco de ouro, e o álbum culminou numa turnê tanto para Estados Unidos quanto para datas internacionais.
No início de 1981 lançaram Turn Back, um álbum experimental com mais guitarras e menos teclados que os anteriores. A canção "Goodbye Elenore" foi o único compacto lançado pelo mundo. Devido ao desapontamento comercial, a turnê foi substanciamente menor que as anteriores.

### 1982:Toto IV

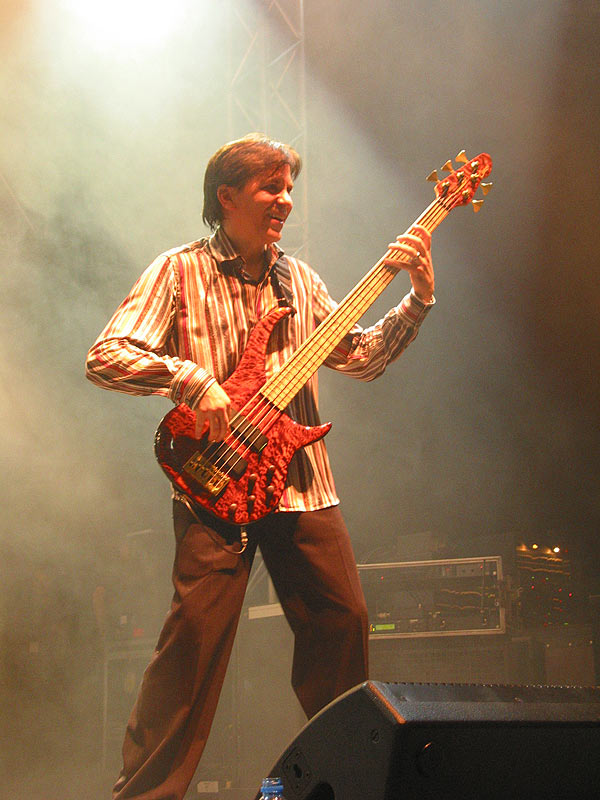
Mike Porcaro ao vivo

1982 marcou o começou da era mais bem sucedida do Toto. Após as fracas vendas de Turn Back, a banda foi pressionada pela gravadora para produzir um novo sucesso. Com Toto IV, lançaram um dos maiores sucessos da década de 1980. O álbum continha três compactos que atingiram o top 10 da Billboard Hot 100: "Rosanna"; "Africa" e "I Won't Hold You Back". Ao todo, o álbum ganhou seis prêmios no Grammy, incluindo Gravação do Ano para "Rosanna", Álbum do Ano e Produtor do Ano. "Rosanna" chegou a ser indicada múltiplas vezes. O álbum ganhou ainda mais reconhecimento com o lançamento de outro compacto, "Make Believe". O grupo entrou em turnê de suporte ao álbum, e perto do fim Bobby Kimball quebrou a perna, sendo forçado a se apresentar constantemente sentado atrás do piano nos concertos restantes.

### 1982-1985:Fergie FrederikseneIsolation
Após o lançamento de Toto IV, o baixista David Hungate deixou o grupo para passar mais tempo com sua família, mudando-se a Nashville em 1980 em busca de uma carreira de produção musical. Mike Porcaro o substituiu no baixo e apareceu em todos os vídeos musicais do álbum. O cantor Bobby Kimball foi demitido em 1984 devido a problemas pessoais entre ele e a banda. Richard Page da banda Mr. Mister chegou a ser convidado para substituí-lo, mas recusou para continuar em sua própria banda. Fergie Frederiksen (ex-Trillion e Louisiana's LeRoux) foi trazido como novo vocalista, e a banda gravou Isolation, lançado em novembro de 1984. Apesar de Bobby ainda cantar parte das faixas antes de sair, a quantidade exata é desconhecida. David Paich diz ser cerca de um terço, Steve Lukather também diz ser somente três ou quatro faixas, mas Kimball alega ser a maioria do álbum. Entretanto, alguns dos vocais de apoio de Bobby Kimball foram deixados na gravação. Apesar de ter sido um sucesso comercial, Isolation não alcançou Toto IV, chegando a somente disco de ouro.
Em 1983, alguns membros da Banda fizeram participação na produção do Álbum polêmico Bombom da cantora brasileira Rita Lee.

### 1985-1988:FahrenheiteThe Seventh One

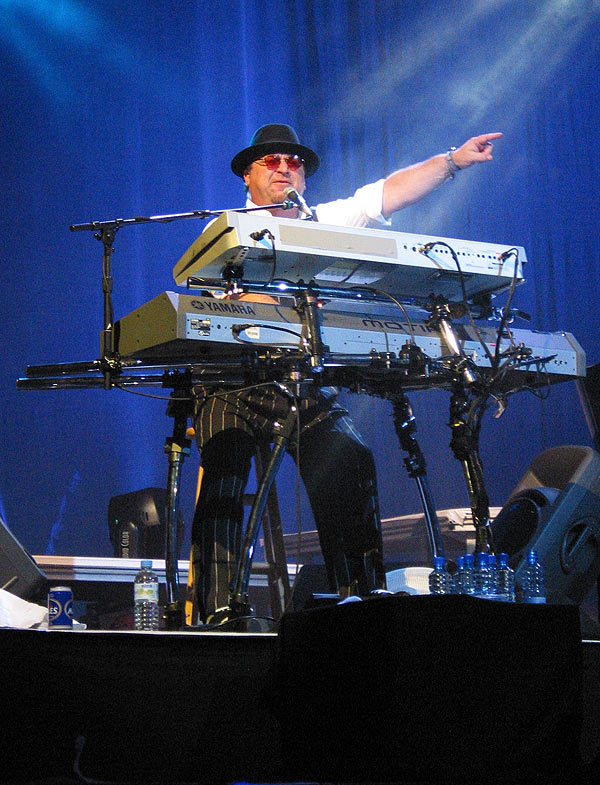
David Paich durante um concerto

No fechamento da turnê de Isolation, Fergie Frederiksen também foi demitido. Lukather alegou que a banda não se entrosava bem com ele em estúdio. As audições para um novo cantor começaram, resultando na escolha de Joseph Williams, filho do famoso compositor John Williams e a atriz Barbara Ruick. Com a nova formação, escreveram e gravaram Fahrenheit, lançado em outubro de 1986, que já começara com a presença de Frederiksen; a faixa "Could This Be Love" chegou a ser lançada com o vocal de apoio do cantor. 
Fahrenheit mostrou a banda se voltando para o pop, apresentado os compactos "I'll Be Over You" e "Without Your Love". Também há a composição instrumental "Don't Stop Me Now", executada com o notável músico de jazz Miles Davis. No vídeo musical de "Till the End", a até então desconhecida Paula Abdul apareceu como dançarina. Após o fim da turnê em 1987, Steve Porcaro deixou o grupo para a composição de trilhas sonoras para cinema e televisão. Apesar de não tão bem sucedido quanto os anteriores, o álbum chegou anos mais tarde ao disco de ouro, em outubro de 1994.
Steve Porcaro acabou nunca sendo substituído, e o grupo continuou com somente cinco membros. Apesar de ele ajudar o grupo ocasionalmente nos sintetizadores dos álbuns seguintes, e aparecendo também na turnê de 1988, David Paich assumiu grande parte do trabalho nas teclas a partir de então. Em 1988 a banda lançou seu próximo álbum The Seventh One, com Jon Anderson do Yes no vocal de apoio no compacto "Stop Loving You".

### 1988-1990:Past To Presente Jean-Michel Byron

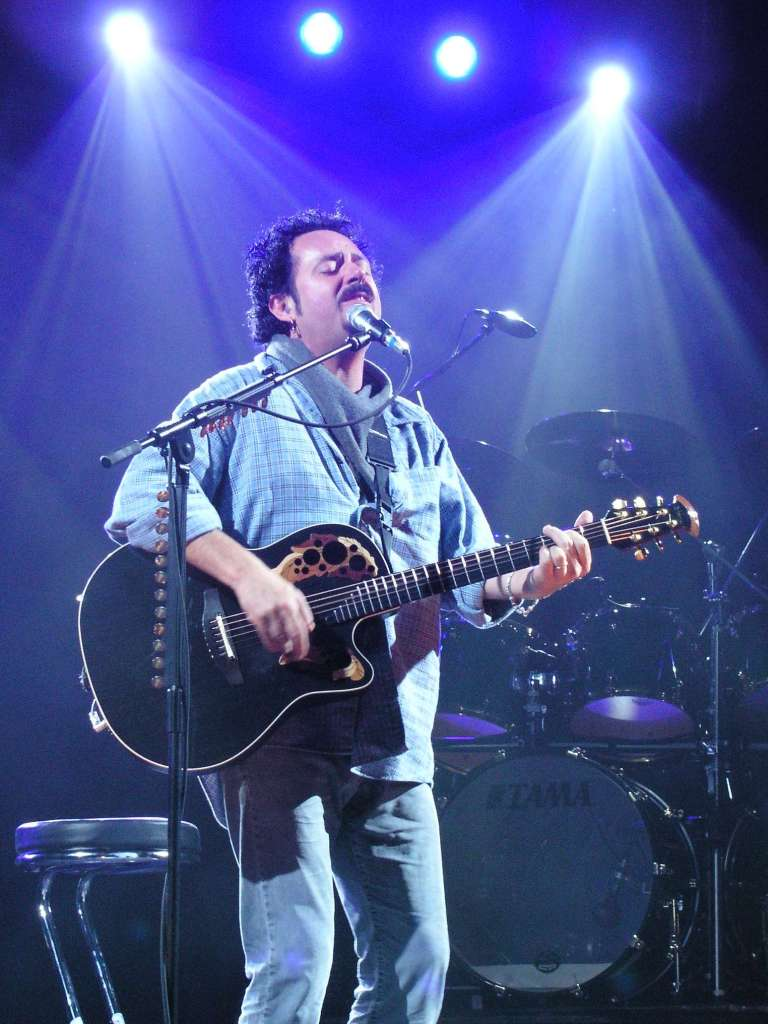
Steve Lukather com a guitarra acústica e cantando - Varus Open Air de Osnabrück, Alemanha, 2004

Apesar do sucesso da turnê de The Seventh One, após seu fim a banda decidiu substituir o vocalista Joseph Williams. Durante a parte europeia o cantor havia perdido sua voz em diversas apresentações devido a uma combinação de gripe e abuso de festas e drogas, levando o restante do grupo a decidir em favor da mudança. A banda queria reunir o vocalista original Bobby Kimball para gravar novas canções, mas a gravadora insistiu na contratação do cantor sul-africano Jean-Michel Byron. Com ele, a banda já gravou quatro novas canções, incluídas no álbum de compilação Past to Present 1977-1990, lançado em 1990. 
Logo após o término da turnê de suporte ao álbum, tornou-se claro que a imagem e a apresentação de Byron não combinava com a visão da banda para seus concertos, e ele foi demitido. Dada a recepção negativa do músico aos fãs da banda, a maioria de suas apresentações foram removidas do álbum de vídeo "Toto Live", sendo ele listado somente como vocalista de apoio nos créditos.

### 1991-1992:Kingdom of Desiree Morte de Jeff Porcaro
Novamente sem um vocalista, o guitarrista Steve Lukather assumiu o microfone, e a banda gravou Kingdom of Desire pela Columbia Records. O que seguiu foi a tragédia da morte de Jeff Porcaro; em 5 de agosto de 1992, Jeff sofreu uma reação alérgica de um pesticida usado em seu jardim. A banda quase terminou por conta desse evento, mas a família do músico insistiu na continuação. Simon Phillips foi o único baterista contratado para substituí-lo, tendo em vista que Porcaro gostava dele, e porque Lukather já havia trabalhado com Simon numa turnê anterior com Santana e Jeff Beck no Japão em 1986. O Toto entrou em turnê em memória de Jeff. Em 1993, lançaram o álbum ao vivo Absolutely Live. A partir de 1991, Steve Lukather passou a assumir a maioria dos vocais (até o retorno de Bobby Kimball em 1998).
No fim da turnê, a banda apresentou um concerto de tributo a Jeff Porcaro em Los Angeles, em 14 de dezembro de 1992. Entre os músicos convidados estava Don Henley, Eddie Van Halen, Donald Fagen, Walter Becker, Boz Scaggs, James Newton Howard, Michael McDonald, Richard Marx, além de uma aparição especial de George Harrison.

### 1995-1997: Simon Phillips,Tambue o retorno de Bobby Kimball
Em 1995, lançaram Tambu, seu primeiro álbum com Simon Phillips. Diferente do som anterior da banda, apresentava uma abordagem mais orgânica. Foram lançados os compactos "I Will Remember", "Drag Him To The Roof" e "The Turning Point", mas o álbum não vendeu nos Estados Unidos. Entretanto, a turnê se mostrou bem sucedida, apesar de não constar datas nos Estados Unidos. Simon Phillips sofreu problemas de coluna, sendo substituído por Gregg Bissonette na primeira parte da turnê no fim de 1995.
1997 marcou o vigésimo aniversário do grupo, e em comemoração David Paich e Steve Lukather passaram a revisar fitas antigas para uma gravação especial de canções não lançadas. Em 1998 lançaram Toto XX, que incluía o compacto "Goin Home". Entraram numa pequena turnê promocional com os antigos membros Bobby Kimball, Steve Porcaro e Joseph Williams. Após os concertos, Bobby Kimball reassumiu seu posto após quatorze anos. A banda lançou Mindfields no começo de 1999 e embarcou na turnê Reunion, apresentando-se nos Estados Unidos após seis anos. O álbum incluiu os compactos "Melanie", "Cruel" e "Mad About You". O álbum ao vivo Livefields também foi lançado posteriormente. Apesar da turnê ter terminado em 2000, algumas apresentações ainda ocorreram no ano seguinte.

### 25º aniversário
Em 2002, em celebração do 25º aniversário, o Toto lançou Through the Looking Glass, um álbum de tributo às influências musicais da banda, como Bob Marley, Steely Dan, George Harrison e Elton John. Dois compactos foram lançados, "Could You Be Loved", de Bob Marley, e "While My Guitar Gently Weeps", dos Beatles. O álbum não foi um sucesso comercial, mas a partir dele havia material para uma turnê comemorativa entre 2002 de 2003. Após os concertos a banda lançou um álbum ao vivo e um DVD.

### Saída de David Paich

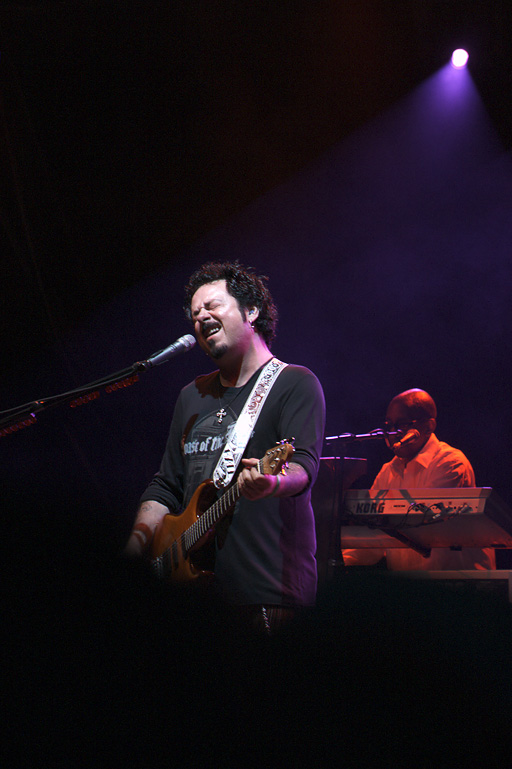
Steve Lukather e Greg Phillinganes

A partir de junho de 2003, perto do fim da turnê comemorativa, o tecladista deixou os palcos para dedicar-se a um familiar enfermo. Conhecido por seu senso de humor, Steve Lukather lançou um boato falso de que Paich se estava preparando para uma mudança de sexo, tornando-se "Davida". A história foi publicada no sítio oficial da banda, e comentada pela mídia internacional. Após recepção negativa, o boato foi removido e Lukather se desculpou pelo ocorrido. O tecladista Greg Phillinganes preencheu o lugar de Paich no restante da turnê. 
Em 2004 a banda começou uma pequena turnê mundial, com aparições esporádicas de David Paich, sendo novamente substituído por Greg quando ausente. Em 2005, Greg foi convidado a se tornar membro oficial do grupo, e David acabou também se despedindo das turnês. Ele continuou como integrante do grupo, mas somente nas gravações e produções da banda.

### Falling in BetweenandFalling in Between Live
No início de 2006, o Toto lançou Falling in Between, seu primeiro álbum de inéditas desde 1999. A obra apresenta um trabalho extensivo no teclado de Steve Porcaro, e um dueto com Joseph Williams no primeiro compacto, "Bottom of Your Soul". O álbum recebeu críticas positivas tanto da mídia quanto dos fãs. Após o lançamento, a banda entrou numa grande turnê mundial em 2006, continuando em 2007 para a segunda parte. Em 2007, contou com Leland Sklar substituindo Mike Porcaro nos baixos, devido a problemas de saúde. O álbum duplo Falling in Between Live foi lançado pela Eagle Records para comemorar a turnê.

### Fim da banda em 2008
Após rumores, em 5 de junho de 2008 Steve Lukather anunciou em seu sítio eletrônico pessoal o fim da banda. Em 5 de abril a banda havia-se apresentado pela última vez, em Seul. Nos 31 anos de existência a banda vendeu trinta milhões de gravações.

### Retorno
Foi anunciado em 26 de fevereiro de 2010 que a banda se estava reunindo para uma breve turné de verão na Europa para ajudar o baixista Mike Porcaro, diagnosticado com Esclerose lateral amiotrófica. Para essa turnê, retornaram ao grupo os tecladistas Steve Porcaro e David Paich e o vocalista Joseph Williams, que se juntaram a Steve Lukather e Simon Philips, além do ingresso do baixista Nathan East.
Com essa formação, a banda também comemorou seus 35 anos de carreira, ao longo do ano de 2013.

### Morte deFergie Frederiksene saídas de Nathan East e Simon Phillips
Em 18 de janeiro de 2014, foi confirmada a morte do ex-vocalista Fergie Frederiksen em sua página oficial, com a seguinte postagem:
"É com muito pesar que lhes anuncio que meu irmão do peito Fergie Frederiksen faleceu hoje. Ele não teve dor, seu legado sobreviverá!"
Embora o autor não tenha comentado a causa da morte na postagem, há algum tempo que Fergie lutava contra um câncer terminal. Pouco tempo, o baterista Simon Phillips e o baixista Nathan East deixaram o grupo. Simon foi substituído por Keith Carlock e, posteriormente, por Shannon Forest. O posto de East, por sua vez, voltou a ser ocupado por David Hungate, que retornava ao grupo após 32 anos de sua saída.

### Novo álbum e morte de Mike Porcaro
Após seis anos do último álbum de inéditas, Falling in Between, o grupo lançou em março de 2015 seu décimo quarto álbum, Toto XIV. Porém, poucos dias antes deste lançamento, foi anunciada a morte do baixista Mike Porcaro, no dia 15 de março, aos 59 anos, em decorrência da esclerose lateral amiotrófica - doença contra a qual vinha lutando desde 2007, quando havia deixado o grupo. A notícia foi confirmada pelo seu irmão e colega de banda, Steve Porcaro, no Twitter.
Na turnê que se seguiu, David Hungate novamente deixou o grupo e o baixista Leland Sklar retornou ao posto, no qual ficou até o início de 2017, sendo substituído por Shem Von Schroeck.

### Possível fim da banda em 2019
Em outubro de 2019,  o guitarrista Steve Lukather declarou que o último show da turnê comemorativa dos 40 anos do Toto, realizado na Filadélfia,  poderia ser também a despedida da banda "em sua configuração atual". Contudo o veterano guitarrista não deixou claro se o grupo prosseguiria no futuro com outra formação.

### Retorno em 2020 e turnê
Em outubro de 2020, a banda anunciou que o guitarrista e fundador Steve Lukather e o vocalista Joseph Williams se apresentariam como Toto na turnê "Dogz of Oz". Apenas a dupla foi anunciada, marcando o que seria a primeira versão do Toto sem David Paich ou qualquer membro da família Porcaro.

## Integrantes
- Steve Lukather – guitarra, vocal, teclado, bandolim (1977–2008; 2010-2019; 2020-)
- Joseph Williams – vocal (1986–1988; 2010-2019; 2020-)

### Músicos de apoio
- Shannon Forrest - bateria (2009)
- Lenny Castro – percussão (ao vivo)  (1979, 1982–1987, 2015–2019)
- Jenny Douglas-Foote – vocais, percussão (ao vivo) (1990–93, 1995, 1996–97, 2011–12, 2014–2019)
- Mabvuto Carpenter – vocais, percussão (ao vivo) (2010–2019)

## Ex Integrantes
- Simon Phillips – bateria, percussão, teclado (1992–2008; 2010-2014)
- Keith Carlock - bateria, percussão (2014-2015)
- Jeff Porcaro – bateria, percussão (1977–1992, falecido em 1992)
- Bobby Kimball – vocal e teclado (ocasionalmente) (1977–1984; 1998–2008)
- Mike Porcaro– baixo, violoncelo (1982–2007, falecido em 2015)
- Greg Phillinganes – teclado, vocal (2005–2008)
- David Hungate – baixo (1977–1982, 2014-2015)
- Leland Sklar - baixo (2007-2008, 2015-2016)
- Nathan East - baixo (2010-2014)
- Dennis "Fergie" Frederiksen – vocal (1984–1985, falecido)
- Jean-Michel Byron – vocal (1990)
- David Paich – teclado, vocal (1977–2008; 2010-2019)
- Steve Porcaro – teclado, sintetizador (1977–1988; 2010-2019;)
- Shem Von Schroeck - baixo (2017-2019)
- Shannon Forrest - bateria (2015-2019)

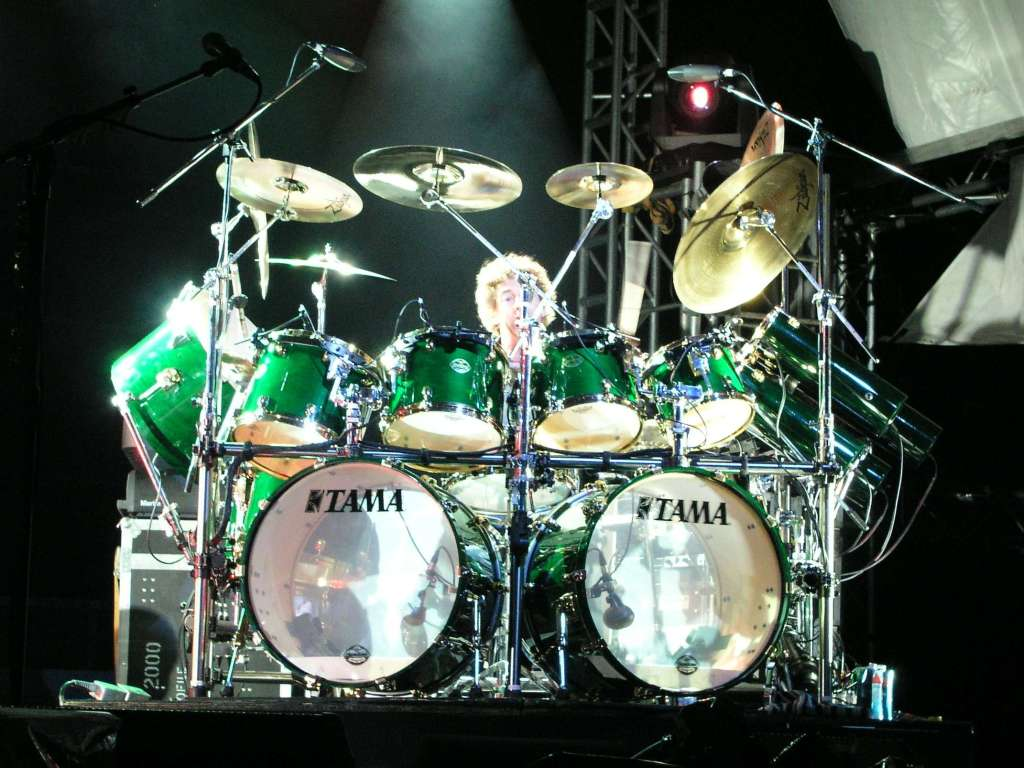
Simon Phillips na bateria - Varus Open Air de Osnabrück, Alemanha, 2004

## Discografia

### Álbuns de estúdio
- 1978 – Toto
- 1979 – Hydra
- 1981 – Turn Back
- 1982 – Toto IV
- 1984 – Isolation
- 1986 – Fahrenheit
- 1988 – The Seventh One
- 1992 – Kingdom of Desire
- 1995 – Tambu
- 1999 – Mindfields
- 2002 – Through the Looking Glass
- 2006 – Falling in Between
- 2015 - Toto XIV

### Álbuns ao vivo
- 1993 – Absolutely Live
- 1999 – Livefields
- 2003 – Live In Amsterdam
- 2007 – Falling in Between Live

### Compilações
- 1990 – Past to Present 1977-1990 (compilação com quatro novas faixas)
- 1995 – Best Ballads, publicado na Alemanha e Áustria.
- 1998 – Toto XX (faixas inéditas)
- 2001 – Super Hits
- 2002 – The Very Best Of Toto
- 2003 – The Essential Toto
- 2008 – The Collection

### Bandas sonoras
- 1984 – Dune (remasterizada e reeditada em 1997 e 2001)

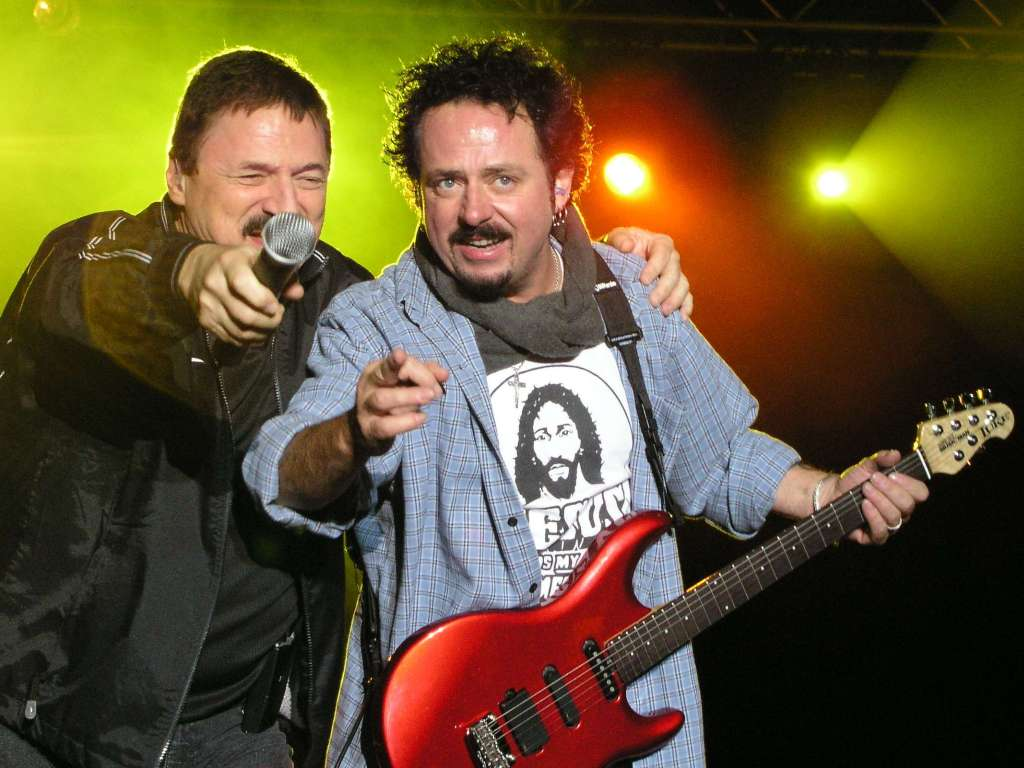
Steve Lukather (à direita) e Bobby Kimball (à esquerda) - Varus Open Air de Osnabrück, Alemanha, 2004

### Compactos
| Ano  | Título                         | Estados Unidos | Reino Unido | Alemanha | Álbum                     |
| ---- | ------------------------------ | -------------- | ----------- | -------- | ------------------------- |
| 1978 | "Hold the Line"                | 1              | 8           | 23       | Toto                      |
| 1978 | "I'll Supply the Love"         | 45             | –           | –        | Toto                      |
| 1978 | "Georgy Porgy"                 | 48             | –           | –        | Toto                      |
| 1979 | "St. George and the Dragon"    | –              | –           | –        | Hydra                     |
| 1979 | "99"                           | 26             | –           | –        | Hydra                     |
| 1979 | "All Us Boys"                  | –              | –           | –        | Hydra                     |
| 1981 | "Goodbye Elenore"              | –              | –           | –        | Turn Back                 |
| 1982 | "Rosanna"                      | 2              | 12          | 24       | Toto IV                   |
| 1982 | "Make Believe"                 | 30             | –           | 70       | Toto IV                   |
| 1982 | "Africa"                       | 1              | 3           | 14       | Toto IV                   |
| 1983 | "I Won't Hold You Back"        | 10             | 37          | –        | Toto IV                   |
| 1983 | "Waiting For Your Love"        | 73             | –           | –        | Toto IV                   |
| 1984 | "Stranger In Town"             | 30             | 100         | –        | Isolation                 |
| 1985 | "Holyanna"                     | 71             | –           | –        | Isolation                 |
| 1985 | "How Does It Feel"             | –              | –           | –        | Isolation                 |
| 1985 | "Endless"                      | –              | –           | –        | Isolation                 |
| 1986 | "Angel Don't Cry"              | –              | –           | –        | Isolation                 |
| 1986 | "I'll Be over You"             | 11             | –           | –        | Fahrenheit                |
| 1986 | "Without Your Love"            | 38             | –           | –        | Fahrenheit                |
| 1987 | "Till The End"                 | –              | –           | –        | Fahrenheit                |
| 1988 | "Pamela"                       | 22             | –           | –        | The Seventh One           |
| 1988 | "Stop Loving You"              | –              | 96          | –        | The Seventh One           |
| 1988 | "Straight For The Heart"       | –              | –           | –        | The Seventh One           |
| 1988 | "Mushanga"                     | –              | –           | –        | The Seventh One           |
| 1990 | "Out Of Love"                  | –              | –           | –        | Past to Present 1977-1990 |
| 1990 | "Can You Hear What I'm Saying" | –              | 80          | –        | Past to Present 1977-1990 |
| 1992 | "Don't Chain My Heart"         | –              | –           | –        | Kingdom of Desire         |
| 1992 | "Only You"                     | –              | –           | –        | Kingdom of Desire         |
| 1992 | "2 Hearts"                     | –              | –           | –        | Kingdom of Desire         |
| 1992 | "The Other Side"               | –              | –           | –        | Kingdom of Desire         |
| 1995 | "I Will Remember"              | –              | 64          | 82       | Tambu                     |
| 1995 | "If You Belong To Me"          | –              | –           | –        | Tambu                     |
| 1995 | "Just Can't Get To You"        | –              | –           | –        | Tambu                     |
| 1996 | "Drag Him To The Roof"         | –              | –           | –        | Tambu                     |
| 1996 | "The Other End Of Time"        | –              | –           | –        | Tambu                     |
| 1996 | "The Turning Point"            | –              | –           | –        | Tambu                     |
| 1998 | "Goin Home"                    | –              | –           | 99       | Toto XX                   |
| 1999 | "Mad About You"                | –              | –           | –        | Mindfields                |
| 1999 | "Melanie"                      | –              | –           | –        | Mindfields                |
| 1999 | "Cruel"                        | –              | –           | –        | Mindfields                |
| 2002 | "Could You Be Loved"           | –              | –           | –        | Through the Looking Glass |
| 2002 | "While My Guitar Gently Weeps" | –              | –           | –        | Through the Looking Glass |
| 2006 | "Bottom of Your Soul"          | –              | –           | –        | Falling in Between        |